# مایکل دابسون (بازیکن فوتبال)
مایکل دابسون (انگلیسی: Michael Dobson؛ زادهٔ ۹ آوریل ۱۹۸۱) بازیکن فوتبال اهل بریتانیا است.
از باشگاه‌هایی که در آن بازی کرده‌است می‌توان به باشگاه فوتبال برنتفورد، باشگاه فوتبال والسال و باشگاه فوتبال ردینگ اشاره کرد.